# Hymenocallis baumlii
Hymenocallis baumlii är en amaryllisväxtart som beskrevs av Pierfelice Ravenna. Hymenocallis baumlii ingår i släktet Hymenocallis och familjen amaryllisväxter. Inga underarter finns listade i Catalogue of Life.